# Alina Czarnomska
Alina Czarnomska (ur. 1927, zm. 12 marca 2007) – polska biolog, kierownik Zakładu Biologii Nowotworów oraz Zakładu Genetyki i Hodowli Zwierząt Laboratoryjnych Centrum Onkologii – Instytutu im. Marii Skłodowskiej-Curie, przewodnicząca Komisji Biologii Zwierząt Doświadczalnych Polskiej Akademii Nauk.

## Życiorys
Alina Czarnomska ukończyła studia na Wydziale Biologii Uniwersytetu Warszawskiego. Jeszcze podczas studiów rozpoczęła pracę w Zakładzie Biologii Nowotworów Instytutu Radowego, od 1955 roku kierowanym przez profesora Kazimierza Duxa. Stopień doktora uzyskała w 1962 roku na podstawie pracy Działanie kortyzonu na samorzutne i przeszczepialne raki gruczołu mlecznego myszy C3H, habilitację w 1978 roku na podstawie rozprawy Rola dziedziczności ustroju w etiologii nowotworów w świetle badań nad nowymi szczepami myszy BN/a i BN/b. W 1985 roku wyjechała na staż naukowy do Japonii.
Po przejściu na emeryturę profesora Duxa, w 1986 roku objęła, w stopniu docenta, kierownictwo Zakładu Biologii Nowotworów. W roku następnym otrzymała tytuł profesora zwyczajnego. W 1995 roku doprowadziła do utworzenia Zakładu Genetyki i Hodowli Zwierząt Laboratoryjnych i została jego kierownikiem. Była przewodniczącą Komisji Biologii Zwierząt Doświadczalnych PAN, członkiem Komitetu Patologii Komórkowej i Molekularnej Wydziału Nauk Medycznych PAN oraz Rady Naukowej Zakładu Genetyki Człowieka PAN. Brała udział w pracach Komitetu Narodowego do spraw Współpracy z International Council for Laboratory Animal Science (ICLAS) oraz European Association for Cancer Research (EARC), była aktywnym członkiem Lokalnej Komisji Etycznej do spraw Doświadczeń na Zwierzętach. Redagowała czasopismo „Zwierzęta Laboratoryjne”. Na emeryturę przeszła w 1997 roku.
Była odznaczona Krzyżem Kawalerskim Orderu Odrodzenia Polski (2002) oraz Srebrnym (1973) i Złotym (1986) Krzyżem Zasługi.